# Монферран-Плавес
Монферра́н-Плаве́с (фр. Monferran-Plavès) — коммуна во Франции, находится в регионе Юг — Пиренеи. Департамент — Жер. Входит в состав кантона Сарамон. Округ коммуны — Ош.
Код INSEE коммуны — 32267.

## География
Коммуна расположена приблизительно в 610 км к югу от Парижа, в 70 км западнее Тулузы, в 18 км к югу от Оша.

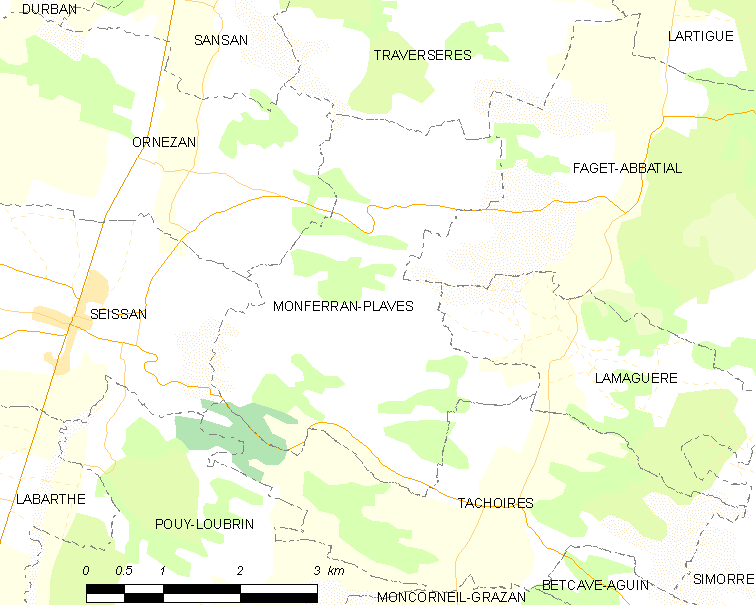
Карта коммуны

## Климат
Климат умеренно-океанический. Лето жаркое и немного дождливое, температура часто превышает 35 °С. Зимой часто бывает отрицательная температура и ночные заморозки. Годовое количество осадков — 700—900 мм.

## Население
Население коммуны на 2010 год составляло 128 человек.
| 1962 | 1968 | 1975 | 1982 | 1990 | 1999 | 2010 |
| ---- | ---- | ---- | ---- | ---- | ---- | ---- |
| 158  | 131  | 110  | 111  | 119  | 111  | 128  |

## Администрация
| Период | Период | Фамилия        | Партия | Примечания |
| ------ | ------ | -------------- | ------ | ---------- |
| 2001   | 2007   | Мариус Люшетта |        |            |
| 2007   | 2020   | Альбан Батай   |        |            |

## Экономика
В 2010 году среди 72 человек трудоспособного возраста (15-64 лет) 56 были экономически активными, 16 — неактивными (показатель активности — 77,8 %, в 1999 году было 65,6 %). Из 56 активных жителей работали 53 человека (23 мужчины и 30 женщин), безработных было 3 (1 мужчина и 2 женщины). Среди 16 неактивных 4 человека были учениками или студентами, 8 — пенсионерами, 4 были неактивными по другим причинам.